# Sint-Lucaskerk (Anderlecht)

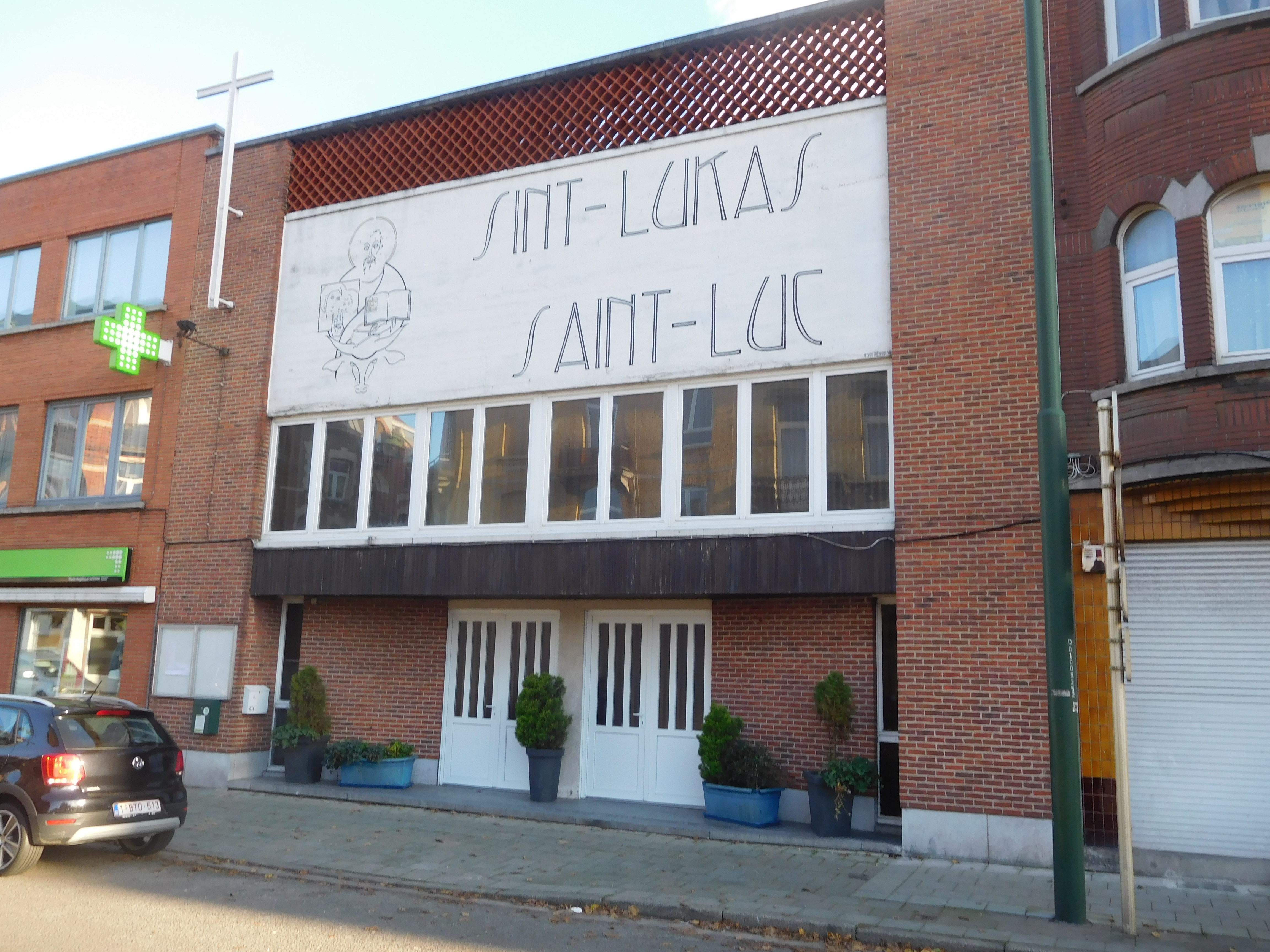
De Sint-Lukaskerk, te Anderlecht

De Sint-Lukaskerk (Frans: Église Saint-Luc) is een rooms-katholiek kerkgebouw te Anderlecht dat zich bevindt aan de Bergense Steenweg 614.
Het is een weinig monumentaal 20e-eeuws kerkgebouw. De buitengevel is betrekkelijk onopvallend en past geheel in het straatbeeld en de rooilijn. Slechts de naam van de kerk -in twee talen- en een afbeelding van de patroonheilige, alsmede een eenvoudig kruis, herinneren aan de functie van dit gebouw.